# BURNING DANCE
「BURNING DANCE」（バーニング・ダンス）は、moveの楽曲。17枚目のシングルとして2003年6月25日にavex tuneから発売された。

## 概要
収録曲3曲がアニメのテーマソングになっているシングルである。
BURNING DANCEは『アソボット戦記五九』エンディングテーマとして作成された別の曲が存在したが、同アニメのスタッフからの強い要望で、ラテン調の曲に変更されている。結果として同曲がエンディングテーマとなり、表題曲としても採用され、変更前の曲はお蔵入りとなってしまった。
現段階では、全シングル中唯一PVが製作されていない。

## 収録曲
1. BURNING DANCE
作詞：motsu、作曲：Puertronic、編曲：Puertronic・Charlie K
テレビ東京系テレビアニメ『アソボット戦記五九』エンディングテーマ
2. Drivin' Through The Night
作詞：motsu、作曲・編曲：Puertronic
AT-X系テレビアニメ『一騎当千』オープニングテーマ
3. Gamble Rumble
作詞：motsu、作曲・編曲：t-kimura
映画『頭文字D Third stage』オープニングテーマ
4. Drivin' Through The Night -club mix-（Remixed by t-kimura)
5. BURNING DANCE （Instrumental）
6. Drivin' Through The Night（Instrumental）

## 収録アルバム
| 曲名          | アルバム                          | 発売日        | 備考              |
| ------------- | --------------------------------- | ------------- | ----------------- |
| BURNING DANCE | 『REWIND〜singles collection+〜』 | 2004年3月24日 | 2ndベストアルバム |